# Dominikia tetraodon
Dominikia tetraodon är en skalbaggsart som först beskrevs av Leon Fairmaire 1883.  Dominikia tetraodon ingår i släktet Dominikia och familjen kapuschongbaggar. Inga underarter finns listade i Catalogue of Life.

## Bildgalleri

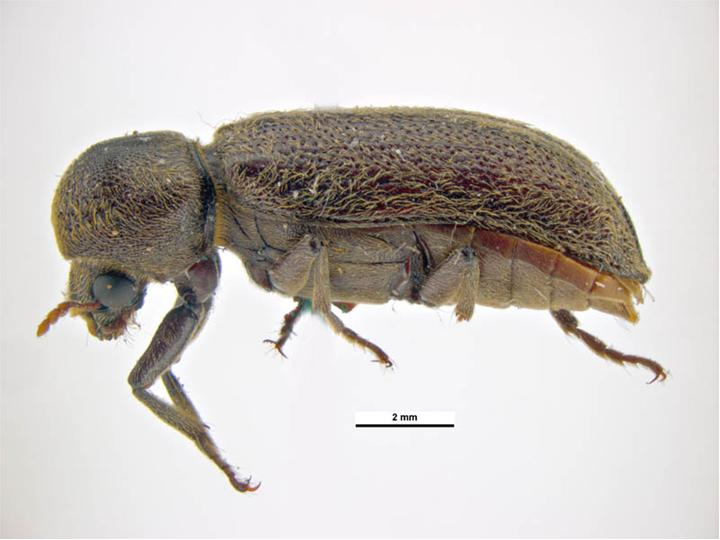